# 織田政雄
織田 政雄（おだ まさお、1908年1月6日 - 1973年8月30日）は、東京都出身の俳優。本名は斎木 政雄。後名は織田真佐男。
戦前は舞台俳優として活動し、戦後から多くの映画やテレビドラマに出演した。その地味な風貌から脇役ばかりを演じたが、名監督の一流作品に起用され、日本映画黄金期の中で約150作以上の映画に出演した。

## 来歴・人物
1908年（明治41年）1月6日、東京市牛込区早稲田（現在の東京都新宿区）に生まれる。6歳で舞台に立ち、後に東京府立工芸学校（現在の東京都立工芸高等学校）を卒業。
1930年（昭和5年）、尾上菊五郎が創設した日本俳優学校に第一期生として入り、卒業後の1934年（昭和9年）に日本俳優学校劇団に参加した。同期生に三津田健、植村謙二郎らがいる。同劇団退団後は、関西新派を経て井上正夫主宰の井上演劇道場に入ったが、1946年（昭和21年）に井上とともに新協劇団に移り、井上の新派復帰後も同劇団にとどまった。1950年（昭和25年）、真山美保らと劇団ヴェリテ・せるくるを結成。その後フリーとなり、ラジオドラマを中心に活躍していた。
1953年（昭和28年）、亀井文夫監督の『女ひとり大地を行く』で本格的に映画に出演し、今井正監督『真昼の暗黒』といった独立プロ映画に出演する一方、日活と契約を結んで『警察日記』などにも出演し、まもなくフリーとなる。地味な風貌から目立つことのない役柄ばかりを演じているが、川島雄三監督『幕末太陽伝』、木下惠介監督『楢山節考』、小津安二郎監督『秋刀魚の味』、今井正監督『武士道残酷物語』など、名監督たちの一流作品に立て続けに出演している。『黒い画集 あるサラリーマンの証言』にも出演した。1960年（昭和35年）には『笛吹川』と『濹東綺譚』の演技でブルーリボン賞助演男優賞を受賞した。一方、テレビドラマにも数多く出演している。
1964年（昭和39年）2月、田坂具隆監督の『鮫』の出演準備のため列車で京都へ移動中に脳血栓で倒れ、以後は自宅療養の日々が続いた。この間に芸名を織田真佐男に改名するも俳優活動は行えなかった。しかし、1968年（昭和43年）にテレビドラマ『特別機動捜査隊』の第362話「車椅子」にゲスト主演して再起。これは番組の7周年を記念して織田の再起を応援するために企画されたもので、左半身が不自由な中車椅子に座って出演したが、これが最後の出演作品となった。
1973年（昭和48年）8月30日、狭心症により東京都江戸川区東小岩にある自宅で死去。65歳没。墓所は雑司ヶ谷霊園。

## 出演作品

### 映画
- さくらんぼ大将（1952年、芸苑プロ） - 執事坂上[12]
- 女ひとり大地を行く（1953年、キヌタプロ） - 炭鉱夫/警察官[13]
- ひろしま（1953年、日教組）- 被爆者[10]
- 唐人お吉（1954年、北星） - 半兵衛[10]
- ともしび（1954年、キヌタプロ） - 教頭[10]
- 億万長者（1954年、青俳クラブ） - 袋善助[10]
- 警察日記（1955年、日活） - 金子主任[9]
  - 続・警察日記（1955年、日活） - 倉平[14]
- 春の夜の出来事（1955年、日活） - ホテルのフロント[10]
- 由起子（1955年、中央映画） - 旅館の番頭[10]
- 暴力街（1955年、東映） - 長谷川刑事[15]
- 胸より胸に（1955年、松竹） - 楽屋番の善さん[10]
- 血槍富士（1955年、東映）[10]
- 泉（1956年、松竹） - 幾島の父[16]
- 雪崩（1956年、東映） - 三宅浩平[10]
- 真昼の暗黒（1956年、現代ぷろ） - 皆川刑事[8]
- 天国はどこだ（1956年、新東宝）- 矢島昌子の父親 大造[17]
- 雑居家族（1956年、日活） - 栗本文吉[10]
- 火の鳥（1956年、日活）- 飛鳥勉[18]
- ニコヨン物語（1956年、日活） - 六さん[10]
- 乳母車（1956年、日活） - 医師[10]
- 沖縄の民（1956年、日活） - 大浦校長[10]
- 牛乳屋フランキー（1956年、日活） - 税務署課長[10]
- 私は前科者である（1957年、日活） - 職業紹介所員[10]
- 8時間の恐怖（1957年、日活） - 駅長[10]
- 今日のいのち（1957年、日活）- 吉成佐武郎[19]
- 幕末太陽伝（1957年、日活） - 番頭善八[10]
- 白い夏（1957年、日活） - 局長[10]
- 海の野郎ども（1957年、日活） - 診療所の医師[10]
- 黒い河（1957年、松竹） - 課長[10]
- 怒りの孤島（1958年、日映） - 吉川先生[20]
- 悪徳（1958年、日映） - 尾坂庸三郎[10]
- 月給13,000円（1958年、松竹） - 秘書課長島影夫[21]
- 楢山節考（1958年、松竹） - 村人[10]
- つづり方兄妹（1958年、東宝） - 野村元治（父）[10]
- 鰯雲（1958年、東宝） - 分家の当主・大次郎[10]
- 裸の太陽（1958年、東映） - 指導助役[22]
- 有楽町0番地（1958年、松竹） - 都庁役員[23]
- 眼の壁（1958年、松竹） - 関野徳一郎[10]
- この天の虹（1958年、松竹） - 帯田良平[10]
- 点と線（1958年、東映） - 警察医[10]
- 愛妻記（1959年、東宝） - 大観堂主人[24]
- キクとイサム（1959年、大東映画） - 小野寺先生[10]
- 私は貝になりたい（1959年、東宝） - 三宅[10]
- からたち日記（1959年、松竹） - おじの勘太[25]
- 伊達騒動 風雲六十二万石（1959年、東映） - 伊佐半左衛門[26]
- 潜水艦イ-57降伏せず（1959年、東宝） - 太田兵曹長（掌水雷長）[27]
- 浪花の恋の物語（1959年、東映） - 米吉[28]
- 殺されたスチュワーデス 白か黒か（1959年、大映） - 長谷川弁護士[10]
- 風雲児 織田信長（1959年、東映） - 森三左衛門[29]
- 女が階段を上る時（1960年、東宝） - 圭子の兄好造[10]
- 春の夢（1960年、松竹） - 竹内[30]
- 黒い画集 あるサラリーマンの証言（1960年、東宝） - 杉山孝三（生命保険外交員）[10]
- 国定忠次（1960年、東宝） - 百姓仁右衛門[10]
- 白い崖（1960年、東映） - 佐竹[10]
- 酒と女と槍（1960年、東映） - 吉兵衛[10]
- 路傍の石（1960年、東京映画） - 伊勢屋喜平[10]
- いろはにほへと（1960年、松竹） - 三宅[10]
- 親鸞（1960年、東映） - 高松衛門[10]
- 警視庁物語シリーズ（東映）
  - 警視庁物語 血液型の秘密（1960年） - 安子の父
  - 警視庁物語 不在証明（1961年） - 梅田課長
- サラリーマン目白三平 女房の顔の巻（1960年、東映） - 刑事[31]
- 濹東綺譚（1960年、東宝） - 音吉[10]
- 弾丸大将（1960年、東映） - 保険代理店の主人[10]
- 血は渇いてる（1960年、松竹） - 同僚金井[10]
- 笛吹川（1960年、松竹） - 半平[10]
- 真昼の罠（1960年、松竹） - 屋台の親父[10]
- 名もなく貧しく美しく（1961年、東宝） - 道夫の伯父[10]
- 松川事件（1961年、松川事件劇映画製作委員会） - 幸田牧師[32]
- ゼロの焦点（1961年、東映） - 金沢署捜査主任[10]
- 東京夜話（1961年、東京映画） - 植木[10]
- 恋の画集（1961年、松竹） - 千加子の下宿の親父[10]
- 安寿と厨子王丸（1961年、東映動画） - 岩木家の門番[33]（声の出演）
- 好人好日（1961年、松竹） - 本橋[34]
- 駅前シリーズ（東宝）[10]
  - 喜劇 駅前団地（1961年） - 魚清
  - 喜劇 駅前温泉（1962年） - 駐在巡査
  - 喜劇 駅前茶釜（1963年） - 狸屋の旦那
- 故郷は緑なりき（1961年、ニュー東映） - 警部[10]
- 伴淳・森繁のおったまげ村物語（1961年、松竹） - 新田の次郎作[35]
- 南の島に雪が降る（1961年、東京映画） - 村田大尉[36]
- 世界大戦争（1961年、東宝） - 芋やの爺さん[27][4]
- 二人の息子（1961年、東宝） - おでん屋[37]
- はだかっ子（1961年、東映） - 沖山後援会会長[38]
- 喜劇 にっぽんのお婆あちゃん（1962年、松竹） - 皆勤主事曽我[10]
- その場所に女ありて（1962年、東宝） - 乾[10]
- 東京湾（1962年、松竹） - 鈴木捜査主任[39]
- ちいさこべ（1962年、東映） - 助二郎[10]
- 僕たちの失敗（1962年、東宝） - まさ子の父[40]
- 早乙女家の娘たち（1962年、東宝） - 刑事A[10]
- 放浪記（1962年、宝塚映画） - ふみ子の父・謙作[10]
- 血煙り笠（1962年、東映） - 佐次兵衛[10]
- 宮本武蔵シリーズ（東映） - 木賃宿の親爺[10]
  - 宮本武蔵 般若坂の決斗（1962年）
  - 宮本武蔵 一乗寺の決斗（1964年）
- 殺人者を追え（1962年、日活） - 宮下刑事[41]
- 秋刀魚の味（1962年、松竹） - 同窓生渡辺[10]
- 青い山脈（1963年、日活） - 八代教頭[42]
- 太平洋の翼（1963年、東宝） - 主計長[27]
- いつでも夢を（1963年、日活） - 木村長太郎[10]
- 天国と地獄（1963年、東宝） - 税務署執行吏[10]
- 忍者秘帖 梟の城（1963年、東映） - 太閤秀吉[43]
- 武士道残酷物語（1963年、東映） - 下僕伍平[10]
- 赤い水（1963年、大映） - 福田町長[44]
- 美しい暦（1963年、日活） - 校長[10]
- 残菊物語（1963年、松竹） - 尾上松助[45]
- 五番町夕霧楼（1963年、東映） - 鳳閣寺寺男/燈全寺寺男[10]
- 女の歴史（1963年、東宝）- 村役場の兵事係[10]
- ミスター・ジャイアンツ 勝利の旗（1964年、東京映画） - 拍尾[46]
- 寝言泥棒（1964年、松竹） - 大原記者[10]
- 第三の忍者（1964年、東映） - 西法寺住職[10]
- どろ犬（1964年、東映） - 腰木刑事[10]
- 路傍の石（1964年、東映） - 忠助[10]

### テレビドラマ
- テレビコント / この未知なるもの（1953年、NHK） - 男
- 礫茂左衛門（1953年、NHK） - 大塚村長三郎
- どたんば（1956年、NHK）※芸術祭賞受賞
- 人形師忠吉（1956年、NTV）
- 学校放送「中学校」名作をたずねて / 息子（1956年、NHK）
- 山一名作劇場（NTV）
  - 本日休診（1957年）
  - 見事な娘（1957年）
- プレイハウス（NHK）
  - 七日間の休暇（1957年）
  - 明日という日（1957年）
- ミュージカル・ドラマ / あの日から（1957年、NHK） - 中年の男
- ダイヤル110番（NTV）
  - 第14話「冬の夜の足音」（1957年）
  - 第64話「火のないところに」（1958年）
  - 第98話「白い猫」（1959年）
  - 第198話「恐喝の町」（1961年）
- 私だけが知っている（NHK）
  - 三等寝台事件（1957年） - 根本技術課長
  - 雪の炎（1958年）
  - 白蛇の呪い（1959年）
  - 夜道（1960年）
- テレビ劇場（NHK）
  - 三面記事の女（1958年）
  - 空白の意匠（1959年）
  - 36号室（1959年）
  - 石の顔（1960年）
  - 母と娘（1960年）
  - 父娘（1960年）
  - 澪（1960年）
  - あなたの隣はだあれ（1962年）
  - 誕生日の客（1964年）
- 事件記者（NHK）
  - 第5話「青い顔の男」（1958年） - 斎藤巡査
  - 第156話「虚飾」（1963年）
- 雑草の歌（NTV）
  - 第28話「あなぐら」（1958年）
  - 第44話「梅ほころぶ頃」（1959年）
- 東芝日曜劇場（TBS）
  - 第103話「マンモスタワー」（1958年）
  - 第135話「心中宵庚申」（1959年）
  - 第138話「湖の声」（1959年）
  - 第162話「一枚看板」（1960年）
  - 第169話「青嵐」（1960年）
  - 第180話「母の絵本」（1960年）
  - 第234話「湯葉」（1961年）
  - 第261話「すりかえ」（1961年）
  - 第270話「冬の日」（1962年）
  - 第286話「この青年に」（1962年）
  - 第298話「東京一淋しい男」（1962年）
  - 第304話「赤い毛のユミ」（1962年）
  - 第317話「おゆき」（1962年）
  - 第331話「続・おゆき」（1963年）
  - 第348話「続・東京一淋しい男」（1963年）
  - 第376話「生れた芽」（1964年）
- 人間動物園（1958年、NHK） ※芸術祭参加
- 夫婦百景（NTV）
  - 第39話「似たもの夫婦」（1959年）
  - 第185話「関白亭主」（1961年）
- 東芝土曜劇場（CX）
  - 第13話「旅びと」（1959年）
  - 第51話「殺意の影」（1960年）
  - 第120話「黒い穽」（1961年）
  - 第166話「復讐計画完了」（1962年） - 田丸
- 風流交差点 / 縁談（1959年、NTV）
- 母と子 第22話「ほたる」（1959年、KR）
- 三行広告（CX）
  - 第16話「家庭教師を求む」（1959年）
  - 第30話「階段」（1959年）
- 心に詩あり 第11話「わが青き海」（1959年、NET）
- ドキュメンタリードラマ・裁判 / 非行少年（1959年、KR）
- お好み日曜座（NHK）
  - 女の剣（1959年）
  - 鍵守り男（1960年）
- NECサンデー劇場（NET）
  - からすなぜ泣くの（1959年）
  - 愛妻物語（1960年）
  - 流氷の町（1960年）
  - 愉快な家族（1960年）
  - にごりえ（1961年）
- サンヨーテレビ劇場（TBS）
  - いろはにほへと（1959年） - 三宅
  - ころすなかれ（1960年）
- スリラー劇場・夜のプリズム 第46話「恐ろしい子供達」（1959年、NTV）
- ゴールデン劇場（NTV）
  - 山椿（1959年）
  - いのちありて（1961年）
- サスペンスタイム（NET）
  - 第7話「小さな放浪者」（1960年）
  - 第18話「四つ葉のクローバー」（1960年）
- 三菱ダイヤモンド劇場・直木賞シリーズ（CX）
  - 第22・23話「団十郎切腹事件」（1960年）
  - 第28話「ある強迫」（1960年）
- ステージアルバム 第6話「白夜」（1960年、NHK） - 柴山
- 愛の劇場（NTV）
  - 第27話「降って来た伯父さん」（1960年）
  - 第56・57話「街の隅っこ」（1960年）
  - 第166 - 169話「悪名高き女」（1962年）
- ここに人あり 第140話「黒い山の泉」（1960年、NHK）
- パノラマ劇場 第10話（1960年、NHK）
- グリーン劇場 第1話「斧の定九郎」（1960年、KR）
- 人生うらおもて 第10話「千三つの幸運」（1960年、NTV）
- 日立劇場 / 町会議員一年生（1960年、KR）
- プリンス劇場・愛のシグナル / 秋晴れ（1960年、CX）
- 侍 第2話「命を売る武士」（1960年、CX）
- 灰色のシリーズ / 二人だけのクリスマス（1960年、NHK） - 箱田丈助
- 決定的瞬間（NTV）
  - 第1話「白い手と赤電話」（1961年）
  - 第20話「お安く片付けます」（1961年）
- 東レサンデーステージ（NTV）
  - 第33話「乞食会社と泥棒会社」（1961年）
  - 第37話「莫邪の一日」（1961年）
  - 第42話「飼育」（1961年）
  - 第50話「恐怖の時間」（1961年） - 宅駅長
- 夜の十時劇場（CX）
  - 鳥井強右衛門（1961年）
  - 夏（1963年） - 庄太郎
- 西鶴物語 第16話「枕に残す筆の先」（1961年、NET）
- 人生夜話 第5話「なぎさ亭」（1961年、NTV）
- テレビ指定席（NHK） 
  - 青空の歌（1961年）
  - 東京の川風（1961年）
  - 失踪（1962年）
- 文芸劇場（NHK）
  - 第8話「霧の夜の物語」（1961年）
  - 第66話「小さな王国」（1963年）
  - 第98話「春風秋雨」（1964年）
- 文芸アワー / 多甚古村（1962年、NTV） - 小使いさん
- 日立ファミリーステージ / ビル・ピリリは歌う（1962年、TBS）
- 短い短い物語（NET）
  - 第24話「犬は犬死する」（1962年）
  - 第63話「復讐」（1962年）
  - 第66話「タクシー代」（1962年）
  - 第76話「雪の夜」（1963年）
  - 第101話「復讐」（1963年）
- 近鉄金曜劇場（TBS）
  - 榎物語（1962年）
  - 半身（1963年）
- 日立ファミリー劇場 / 恋と袈裟（1962年、YTV）
- 連続テレビ小説 / あしたの風（1962年、NHK）
- おかあさん（TBS）
  - 第138話「ふたりっこ」（1962年）
  - 第148話・第149話「日本の悲劇」（1962年）
  - 第214話「母という名の女」（1963年）
- 七人の刑事 第38話「ねずみ」（1962年、TBS）
- 人生の四季（NTV）
  - 第57話「郭公」（1962年）
  - 第62話「警報機」（1962年）
- お気に召すまま 第3話「天才の秘密」（1962年、NET）
- ドラマ「人」 第22話「狙われる」（1962年、KTV）
- 松本清張シリーズ・黒の組曲 第23話「坂道の家」（1962年、NHK） - 寺島吉太郎（主演）
- 純愛シリーズ 第64話「眠れぬ夜に」（1962年、TBS）
- NHK大河ドラマ / 花の生涯（1963年、NHK） - 俵屋和助[47]
- 名作推理劇場・警察物語（1963年、NET）
- シャープ月曜劇場（CX）
  - 第12話「おえん」（1963年）
  - 第24話「みなしご」（1963年） - とうりょう
- 鉄道公安36号 第1話「黒い指」（1963年、NET）
- 嫁ぐ日まで 第25話「ゆめ」（1963年、CX）
- 日本映画名作ドラマ（NET）  
  - 涙（1963年）
  - 張込み（1963年） - 下岡
- 特別機動捜査隊 第362話「車椅子」（1968年、NET） - 尾形老人

### ラジオドラマ
- 現代劇場 / 棒になった男（文化放送） - 靴磨きA・老人
- スリラー劇場（ラジオ東京）
  - さよなら（1958年）
  - 二ノ宮心中（1958年）
  - 風が吹くと（1959年）
  - 春の足音（1960年）
- 北限の海女（1959年、NHk）
- はらいそう（1962年、NHK）

### 舞台
- 破戒（1948年、民衆芸術劇場）